# Picumnus squamulatus
El Carpinterito Escamado, Carpinterito Escamado Pálido, Carpinterito Escamoso o Telegrafista escamado Picumnus squamulatus es una especie de ave piciforme, perteneciente a la familia Picidae, subfamilia Picumninae, del género Picumnus.

## Subespecies
- Picumnus squamulatus apurensis (W. H. Phelps Jr & Aveledo, 1987)
- Picumnus squamulatus lovejoyi (W. H. Phelps Jr & Aveledo, 1987)
- Picumnus squamulatus obsoletus (Allen, 1892)
- Picumnus squamulatus roehli (Zimmer & W. H. Phelps, 1944)
- Picumnus squamulatus squamulatus (Lafresnaye, 1854)

## Localización
Es una especie de ave que se encuentra localizada en Colombia y Venezuela.